# Währungsswap
Der Währungsswap (englisch Cross Currency Swap oder englisch Currency Swap) ist im Finanzwesen ein Tauschgeschäft (Swap), bei dem die Kontrahenten bis zu einem vereinbarten Termin zwei verschiedene Währungen inklusive Zinsdienst austauschen.

## Allgemeines
In der Regel wird der Währungsswap als ein Absicherungsgeschäft eingesetzt und dient damit der Risikokompensation im Rahmen des Risikomanagements. Zweck ist dabei die Ausschaltung des Währungsrisikos bei Fremdwährungsschulden oder Fremdwährungskrediten oder die Veränderung der Zusammensetzung des Kreditportfolios.
Der Kontrahent, der eine höherverzinsliche Währung per Kassakauf erwirbt und per Terminverkauf wieder abgibt, zahlt dem Vertragspartner die Zinsdifferenz, Deport oder Report genannt. Alle Arten des Währungsswaps können deshalb auch bestehende Zinsrisiken ausschalten oder mindern.
Bei Laufzeiten über zwei Jahren stellen Währungsswaps aufgrund einer größeren Markttiefe (Marktliquidität) und einer geringeren Anzahl von Transaktionen eine echte Alternative zu Devisentermingeschäften dar.

## Arten
Beim reinen Währungsswap (englisch fixed/fixed currency swap) werden Festzinssätze in unterschiedlichen Währungen getauscht, beim Basis-Währungsswap (englisch floating/floating currency swap) sind es variable Zinssätze. Beim Zins-Währungsswap (englisch cross currency interest rate swap) ist die eine Währung mit einem Festzins versehen, die andere mit einem variablen Zins. Damit enthält der Zins-Währungsswap auch Eigenschaften eines Zinsswaps. Der Währungsswap kann auch mit einem Asset-Swap kombiniert werden.

## Rechtsfragen
Aus Gründen der Rechtssicherheit werden Währungsswaps normalerweise innerhalb von Rahmenverträgen abgeschlossen. International üblich ist das von der International Swaps and Derivatives Association (ISDA) im Jahr 1992 ins Leben gerufene Master Agreement. In Deutschland wird außerdem der Deutsche Rahmenvertrag für Finanztermingeschäfte verwendet.
Swap-Geschäfte kommen am Devisenmarkt entweder direkt oder durch die Zwischenschaltung von Kreditinstituten als Vertragspartner zustande. Banken spielen im Handel mit Swaps eine bedeutende Rolle, weil sie einerseits die Funktion des Finanzintermediärs und andererseits die Rolle der Gegenpartei einnehmen können. Ist die Bank ein aktiver Partner der Swap-Transaktion, so übernimmt sie auf eigenes Risiko eine Position bei einem entsprechenden Swap-Geschäft und versucht die damit verbundenen Vorteile zu realisieren. Tritt die Bank nun als Vermittler auf, so ist zwischen der offenen und der anonymen Vermittlung zu unterscheiden. Bei der offenen Vermittlung bringt die Bank die beiden Partner für eine geplante Swap-Transaktion zusammen und diese verhandeln dann miteinander, wobei die Bank beratend tätig werden kann. Die mit dieser Swap-Transaktion eingegangenen Risiken werden ausschließlich von den beiden beteiligten Parteien getragen. Im Falle der anonymen Vermittlung schließen die Swap-Partner ihre Verträge jeweils mit der Bank ab, die dann als beteiligte Partei auch das Ausfallrisiko zu tragen hat. Dadurch wird das Kreditrisiko ggf. reduziert und für die Swap-Partner besser beurteilbar. Eine anonyme Vermittlung eines Swaps ist daher für Swap-Partner vor allem dann interessant, wenn zwischen der Bonität der beiden am Swap-Geschäft beteiligten Marktteilnehmer Unterschiede bestehen.

## Anwendungen
Eine klassische Anwendung eines Währungsswaps ist, dass zwei Kontrahenten die aus Kreditaufnahmen stammenden Beträge in zwei verschiedenen Währungen sowie den während der Kreditlaufzeit zu leistenden Schuldendienst (Kreditzinsen und Tilgungen) untereinander austauschen. Der Entstehungsgrund liegt hierbei in komparativen Zinsvorteilen, die eine oder auch beide Kontrahenten in der jeweils von der Gegenpartei gesuchten Währung haben.
Der Austausch geschieht entweder durch ein Kassageschäft und ein Termingeschäft oder durch zwei auf unterschiedliche Fälligkeiten lautende Termingeschäfte. Der Swap stellt also unterschiedliche Fälligkeiten spiegelbildlich einander gegenüber. Beim Währungsswap werden von jedem Kontrahenten die vereinbarten Zinsen während der Laufzeit gezahlt. Der Rücktausch erfolgt bei Fälligkeit zum Kassakurs des Abschlusstages. Der Grund dafür ist, dass die unterschiedlichen Zinsen, die beim Termingeschäft die Abweichungen vom Kassakurs herbeiführen, durch den Austausch der Zinsverpflichtungen bereits berücksichtigt werden. 
Einer der ersten bekannt gewordenen Währungsswaps war der 1981 zwischen IBM und Weltbank geschlossene. Hierbei leistete IBM (faktisch) den künftigen Schuldendienst der Weltbank für US-$-Eurobonds, während die Weltbank ihrerseits (faktisch) den Schuldendienst von IBM für deren Verbindlichkeiten in DM und Schweizer Franken übernahm. Hierdurch konnte IBM den Buchgewinn aus einem Kursanstieg des US-$ sichern, während die Weltbank ihre Fremdwährungsschulden ohne Inanspruchnahme des deutschen oder schweizerischen Kapitalmarkts ausweiten konnte.
Im Jahre 1995 setzte Italien Währungsswaps zum Eintritt in die Währungsunion ein. Damals wurde der Verdacht laut, dass auch andere Länder Swaps nutzten, um die Maastricht-Kriterien zu erfüllen. Von Griechenland im Jahre 2001 eingegangene Währungsswaps, die sich später als nachteilig für das Land herausstellten, trugen mit zur Verschleierung der tatsächlichen griechischen Staatsverschuldung bei. Durch ein mit Goldman Sachs abgeschlossenes Währungsswap-Geschäft konnte sich Griechenland mehr als 2,8 Milliarden Euro leihen. Mit Hilfe fiktiver Währungskurse wurden mit diesem Geschäft etwa zwei Prozent der griechischen Staatsschulden nicht im Staatshaushalt ausgewiesen.

## Abgrenzung
Der Währungsswap ist vom Devisenswap abzugrenzen. Anders als beim Devisenswap werden beim Währungsswap zu Beginn und am Ende der Laufzeit die beiden Währungen zum jeweiligen Devisenkassakurs getauscht. Die bestehende Zinsdifferenz wird beim Währungsswap während der Laufzeit des Finanzkontraktes durch entsprechende Zinszahlungen ausgeglichen. Beim Devisenswap werden die Nominalbeträge ohne die zugehörigen Zinsverpflichtungen getauscht; dies geschieht vielmehr durch einmalige Zahlung des Deports oder Reports.